# Tidarren mixtum
Tidarren mixtum är en spindelart som först beskrevs av O. Pickard-Cambridge 1896.  Tidarren mixtum ingår i släktet Tidarren och familjen klotspindlar. Inga underarter finns listade i Catalogue of Life.